# Fesenkov (cratère lunaire)
Pour les articles homonymes, voir Fesenkov.
Fesenkov est un cratère d'impact lunaire situé sur la face cachée de la Lune. Il est situé à l'est-sud-est du cratère Tsiolkovskiy, et à moins d'un diamètre de cratère au nord du cratère Stark (en).
Il s'agit d'une formation érodée dont le bord extérieur est irrégulier et quelque peu accidenté en raison de bombardements mineurs dans les environs. Le fond intérieur est quelque peu irrégulier, notamment dans sa moitié est, et présente une élévation centrale en son milieu. Du bord nord-est externe part une chaîne de petits impacts secondaires menant vers l'est, radialement à l'impact Tsiolkovski.
Il est ainsi nommé en l'honneur de Vassili Fessenkov. Un cratère martien porte également ce nom.

## Cratères satellites
Par convention, ces caractéristiques sont identifiées sur les cartes lunaires en plaçant la lettre sur le côté du point médian du cratère le plus proche de Fessenkov.
| Fesenkov | Latitude | Longitude | Diamètre |
| -------- | -------- | --------- | -------- |
| F        | 23.3° S  | 137.3° E  | 16 km    |
| S        | 23.5° S  | 133.8° E  | 17 km    |